# Solange Olszewska

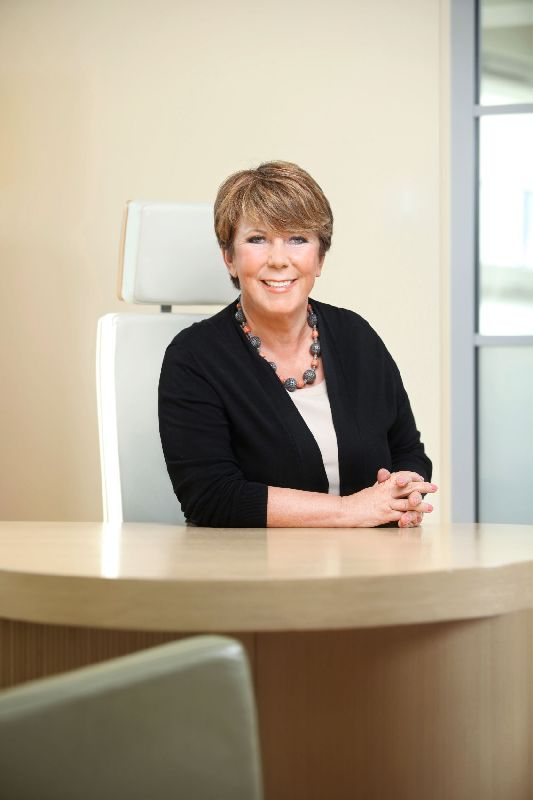
Solange Olszewska

Solange Olszewska (* 4. Januar 1951 in Warschau, Polen) war von 2008 bis 1. April 2015 Vorstandsvorsitzende des polnischen Omnibus- und Straßenbahnherstellers Solaris Bus & Coach S.A.

## Leben und Tätigkeit
Olszewska studierte Zahnheilkunde an der Medizinischen Universität Warschau. Seit 1982 in Berlin lebend, war sie von 1986 bis 1994 Dozentin für Kinderzahnheilkunde an der Freien Universität Berlin. Im Februar 1995 erfuhr ihr beruflicher Werdegang mit dem Wechsel in die Selbstständigkeit eine Wende. Olszewska engagierte sich im Familienunternehmen Neoplan Polska, das 2001 in Solaris Bus & Coach umfirmierte. Von 2008 bis 2015 war sie Vorsitzende des Vorstands. Solaris beschäftigt in Polen über 2.000 Mitarbeiter, mehr als 300 weitere arbeiten für ausländische Tochtergesellschaften.
Neben ihrer Tätigkeit im Unternehmen ist Olszewska sowohl in wissenschaftlichen und sozialen Projekten als auch in der Wohltätigkeitsarbeit engagiert. Sie gehört zum Initiatoren- und Gründerkreis des Deutsch-Polnischen Medizinischen Verbands in Berlin und unterstützt seit vielen Jahren die deutsch-polnische Zusammenarbeit in den Bereichen Wirtschaft und Kultur. Auf ihre Initiative hin wurden bei Solaris viele nachhaltige Projekte ins Leben gerufen, darunter Sicherheitstrainings für Busfahrer, Verkehrserziehungsprogramme für Kinder, die Stiftung „Grüner Dackel – Den Schutzlosen zur Hilfe“ sowie die Kinderkrippe für Kinder der Solaris-Mitarbeiter „Beim grünen Dackel“.
In Anerkennung ihrer Verdienste für die Entwicklung der wirtschaftlichen Zusammenarbeit zwischen Deutschland und Polen sowie das soziale Engagement und die Wohltätigkeitsarbeit erhielt sie 1999 vom polnischen Staatspräsidenten das Goldene Verdienstkreuz und im Jahre 2013 das Kavalierskreuz des Verdienstordens der Republik Polen. Ihr berufliches Engagement in der Busindustrie wurde 2005 mit dem Titel „Bus Builder of the Year“ ausgezeichnet. Diese im Rahmen der europäischen Omnibusausstellung Busworld verliehene Auszeichnung würdigt Solange Olszewska als herausragende Persönlichkeit der Omnibusbranche.
Sie ist Mitglied des Programmrats des polnischen Frauen-Kongresses und Mitglied des Polnischen Businessrats. Die deutsche Wirtschaftszeitung Handelsblatt kürte sie 2011 als einzige Polin zu einer der 100 einflussreichsten Geschäftsfrauen der Welt.
Solange Olszewska ist verheiratet mit Krzysztof Olszewski, dem Gründer von Solaris Bus & Coach. Sie haben zwei Kinder, Małgorzata und Jan.

## Ausgewählte Preise und Auszeichnungen
- 1999: Verdienstkreuz der Republik Polen
- 2005: „Bus Builder of the Year 2005“
- 2007: Leviathan-Preis zu Ehren von Andrzej Wierzbicki
- 2012: Kavalierskreuz des Verdienstordens der Republik Polen